# Dombai András (labdarúgó, 1931)
Dombai András (1931. augusztus 25. – 2015. április) labdarúgó, csatár, edző. Fia ifjabb Dombai András, unokái legifjabb Dombai András és Dombai Viktor szintén labdarúgók.

## Pályafutása
A Kispestben nevelkedett. A Bp. Honvédtól került 1953-ban a Szolnoki Légierő labdarúgója volt. 1956-tól 1957-ig a KISTEXT-ben szerepelt. 1957 és 1965 között a Tatabányai Bányász játékosa volt. Az élvonalban 91 bajnoki mérkőzésen szerepelt és 22 gólt szerzett.
Edzőként évtizedeken át a Tatabánya pályaedzője volt.